# Webisodio
Un webisodio (parola macedonia formata da web ed episodio) è un frammento narrativo di una webserie che viene dunque distribuito via web, in download o in streaming.
I webisodi, la cui durata può variare fra i 3 e i 15 minuti, sono realizzati prettamente per le cosiddette web TV o per siti di condivisione video, tuttavia possono essere successivamente trasmessi anche in televisione. Tale formato narrativo è utilizzato soprattutto come anteprima o promozione di una futura produzione, o anche per scopi pubblicitari.